# Édouard Diatta
Pour les articles homonymes, voir Diatta.
Édouard Diatta (1913-1971) est un homme politique sénégalais originaire de Basse-Casamance, ancien député et maire d'Oussouye et plusieurs fois ministre avant l'indépendance.

## Biographie
Fils de Benjamin Diatta, chef de la province d'Oussouye couvert de décorations, Édouard Diatta est né le 9 août 1913 à Karabane en Casamance. Il fréquente l'école primaire de Karabane, puis est envoyé à l'école des pères du Saint-Esprit à Dakar où il fait la connaissance de Léopold Sédar Senghor.
Il est secrétaire principal des Greffes et Parquets, conseiller général de la 4e circonscription.
Proche d'autres intellectuels casamançais, tels que Émile Badiane, il est tour à tour membre de la SFIO, du Bloc démocratique sénégalais (BDS) et du Bloc populaire sénégalais (BPS).
Il est élu député, d'abord à l'Assemblée territoriale en 1946, puis à l'Assemblée nationale après l'indépendance.
Alors que Pierre Lami et Mamadou Dia sont respectivement président et vice-président du Conseil de Gouvernement du territoire du Sénégal, il est ministre des Travaux publics et des Transports dans le gouvernement du 20 mai 1957, puis ministre de la Santé et de la Population dans le gouvernement du 18 juin 1958.
De 1962 à 1967 il préside la Commission des Affaires étrangères à l'Assemblée nationale.
Édouard Diatta s'éteint à Dakar le 9 mai 1971.
Marié à Clotilde Joséphine Marie d'Erneville en janvier 1948, il était père de trois enfants dont l'ambassadeur Bruno Diatta (1948-2018).

## Hommages
Un boulevard de Ziguinchor porte son nom.